# Quận McDowell, North Carolina
Quận McDowell là một quận nằm ở tiểu bang Bắc Carolina. Dân số năm 2008 là 50.151 người. Quận lỵ đóng ở Marion6.

## Địa lý
Theo Cục điều tra dân số Hoa Kỳ, quận có tổng diện tích 446 dặm Anh vuông (1.156 km²), trong đó, 442 dặm Anh vuông (1.144 km²) là diện tích đất và 5 dặm Anh vuông (12 km²) trong tổng diện tích (1.06%) là diện tích mặt nước.

### Các thị trấn
Quận được chia thành 7 xã: Crooked Creek, Dysartsville, Glenwood, Marion, Montford Cove, Nebo, North Cove, Pleasant Gardens, Woodlawn-Sevier, Sugar Hill, và Old Fort.

### Các quận giáp ranh
- Quận Mitchell, Bắc Carolina - Bắc
- Quận Avery, Bắc Carolina - Bắc-Đông bắc
- Quận Burke, Bắc Carolina - Đông
- Quận Rutherford, Bắc Carolina - Nam
- Quận Buncombe, Bắc Carolina - Tây
- Quận Yancey, Bắc Carolina - Tây bắc

### Các khu bảo tồn quốc gia
- Blue Ridge Parkway (một phần)
- Pisgah National Forest (một phần)

## Các thành phố và thị trấn
- Marion (quận lỵ)
- Old Fort

## Các khu vực không hợp nhất
- West Marion
- Little Switzerland
- Nebo
- Glenwood
- Pleasant Gardens
- North Cove